# Laccophilus espanyoli
Laccophilus espanyoli är en skalbaggsart som beskrevs av Carles Hernando 1990. Laccophilus espanyoli ingår i släktet Laccophilus och familjen dykare. Inga underarter finns listade i Catalogue of Life.